# Die Toten schweigen
Die Toten schweigen ist der Titel einer sich der Kurzgeschichte annähernden kleinen Novelle von Arthur Schnitzler, die erstmals 1897 erschien. Die Erzählung schildert die Kutschfahrt einer verheirateten Frau mit ihrem Liebhaber. Als es zu einem Unfall kommt und ihr Begleiter stirbt, fürchtet sie die Entdeckung ihrer jahrelang geheim gehaltenen Affäre. Ob sie ihr bürgerliches Leben erhalten kann, bleibt am Ende offen.

## Inhalt
Franz erwartet nahe dem Wiener Praterstern seine verheiratete Geliebte Emma zu einer gemeinsamen Kutschfahrt. Ihr Mann ist Professor und an diesem Abend beruflich gebunden. Auf der Fahrt möchte der Liebhaber Emma zur Flucht oder zur Scheidung überreden. Sie fahren zuerst durch den Wiener Prater und dann über die Reichsbrücke. Unmittelbar verursacht der offensichtlich betrunkene Fiakerfahrer einen Unfall, bei dem beide aus der Kutsche geschleudert werden und Franz stirbt. Emma schickt den Kutscher zu den am nächsten liegenden Häusern, um Hilfe zu holen. Sie beginnt zu fürchten, mit dem Toten entdeckt zu werden und flüchtet über die Reichsbrücke zurück zum Praterstern, von wo sie mit einer Mietkutsche zuerst in die innere Stadt und dann mit einer weiteren nach Hause fährt. Es gelingt ihr, kurz vor ihrem Gatten die Wohnung zu erreichen. Aber beim Abendessen tauchen die Bilder wieder in ihr auf, sie versucht ihre Flucht zu rechtfertigen und reflektiert die Folgen, wenn der Geliebte gar nicht tot wäre und sich mit der Offenlegung der Beziehung rächen würde. Wie in Trance spricht sie ihren sie beruhigenden Satz „Die Toten schweigen“ laut aus, dass ihr Mann darauf aufmerksam wird und sie auffordert: „[I]ch glaube, du hast mir noch etwas zu erzählen“. Ihr wird in einer letzten Wendung der Geschichte klar, dass sie ihrem Mann alles gestehen wird. Da „kommt eine große Ruhe über sie, als würde vieles wieder gut…“

## Form
Nach v. Wiese zeigt sich an Schnitzlers um die Wende des 19. Jhs. entstandener Erzählung, gegenüber den Werken der großen realistischen Dichter, deutlich der Stilwandel der Novelle: Die Naivität des reinen Erzählens verliere sich oder werde reduziert und die Menschen seien keine klar umrissenen Charaktere mehr, sondern, wie ihre Welt, „zeichenhaft“ offen. Hinter der Wirklichkeit verberge sich die wahre „unrealistische“ Realität. Zwar gehe Schnitzler von einem psychologisch fassbaren Konflikt in einem abgrenzbaren „Milieu“ aus, aber wichtiger als das teils skizzenhaft Erzählte seien der „Rhythmus des Erzählens“ und die inneren Vorgänge: die Angst Emmas im Vorfeld, der hastige Liebesakt in der Kutsche vor dem in „subjektiver Spiegelung“ erlebten Unfall, dem Wendepunkt vom Eros zum Tod, die Fluchtreaktion mit der Steigerung der Angst um die Wahrung des Geheimnisses und, als Pointe, der Ausbruch des Unbewussten nach der scheinbaren Rettung in das bürgerliche Professorenhaus.
Bis zum Unfall scheint Franz die Hauptfigur zu sein, während im zweiten Teil Emma zur Hauptfigur wird und ihre Innensicht geschildert wird. Die Unterhaltung der beiden in der Kutsche lässt dabei starke Zweifel aufkommen, ob sie sich wirklich lieben, oder ob die nun schon „durch Jahre“ andauernde Affäre zur Formalität geworden ist, ein bürgerliches Spiel mit eigenen Gesetzmäßigkeiten gerade so wie die Ehe. Die Kutschfahrt hat ihre spiegelbildliche Entsprechung in Emmas Spaziergang, die die gefahrene Strecke wieder zu Fuß zurückgeht. Wartet am Anfang der Liebhaber auf Emma, so ist es am Ende der Ehemann. Im ersten Teil dienen das stürmische Wetter und die wackelnde Kutsche als äußere Zeichen, um die innere Befindlichkeit des Liebespaares auszugestalten. Der zweite reduziert die Außensicht zu einer stärkeren Beobachtung der Innensicht. Diese Fragestellungen beschäftigten Schnitzler dabei weiter: unmittelbar nach Erscheinen des Erstdrucks las Schnitzler Les lauriers sont coupées von Édouard Dujardin und entwickelte von diesem ausgehend die Bewusstseinsstromtechnik weiter, wie er ihn dann stellenweise in Frau Bertha Garlan und im Großen Stil in Lieutenant Gustl einsetzte. Sprengel weist auf einen seltenen Ton im Frühwerk Schnitzlers hin. Am Ende der Novelle will der betrogene Ehemann seiner Frau Emma eine Brücke zum ehrlichen Dialog bauen.
Obwohl nicht explizit ausgeführt, erlauben implizite Angaben, vor allem die Erwähnung des erst 1886 am Praterstern aufgestellten Tegetthoff-Denkmals und die 1881 gegründete Wiener Freiwillige Rettungsgesellschaft, die Handlungszeit in der unmittelbaren Gegenwart der Entstehung anzusetzen. Hauptsächlicher Handlungsort ist der 2. Wiener Gemeindebezirk, darunter die Praterstraße, die Prater Hauptallee, die Lasallestraße und die Reichsbrücke sowie die Wagramerstraße in Kaisermühlen. Die Handlungszeit konzentriert sich dabei auf einen Zeitraum von drei bis vier Stunden eines Abends im Herbst, vermutlich im Oktober.
Die zentrale Kutschenfahrt weist intertextuelle Parallelen zu Madame Bovary von Gustave Flaubert auf.

## Entstehungsgeschichte
Am 22. März 1897 notiert sich Schnitzler in seinem Tagebuch, dass er den „andern Abschied“ begonnen habe. Das lässt den Text in seiner Entstehung unmittelbar als Gegenstück zur früheren Novelle Ein Abschied erscheinen. Die Grundsituation, von der aus Schnitzler arbeitete, ist spiegelbildlich konstruiert: In beiden Geschichten gibt es eine Ehefrau, den Ehemann und ihren Liebhaber. Während in Ein Abschied behandelt wird, wie der Liebhaber den Tod der Geliebten verarbeitet, stirbt in Die Toten schweigen der Liebhaber und die Ehefrau muss damit umgehen. Die eigentliche Niederschrift dürfte dabei am Folgetag beendet worden sein. Mitte Juli schickte er das Stück an Emil Heilborn. Bis dahin wurde die erste Handschrift überarbeitet und am Ende gefeilt.
Die überlieferten Textzeugen sind ein einseitiges Blatt, auf dem die Handlung skizziert wird; eine fünfseitige Handlungsskizze und eine 107 Seiten umfassende Handschrift. Alle liegen im Nachlass Schnitzlers in der Cambridge University Library und sind seit 2016 als Faksimile mit Umschrift ediert.
Ein Brief, mit dem die englische Frauenrechtlerin Fanny Hertz (1830–1908) auf einen Brief des Autors antwortete, enthält den (nicht im Text stehenden) Hinweis, Schnitzler hätte den Ehemann als Arzt bezeichnet. Ausgehend davon erweist sich das Verhalten des Ehemanns, der den jahrelangen Betrug nicht bemerkte, als Ausgestaltung der von Josef Breuer und Sigmund Freud 1895 in Studien über Hysterie dargelegten Behandlungsmethoden. Zu ihrer Angst vor der Entdeckung des Ehebruchs kommt der Tod des Geliebten, den sie bei ihrer Flucht am Unfallort allein zurücklässt und der als traumatisches Ereignis in Emma eine rege Aktivität des Bewusstseinsstroms auslöst, wobei auch Absenzen wie in der Condition seconde auftreten. Dabei ist – ähnlich wie bei den Fallbeispielen der Studien – mit dem Verständnis des Titels „Die Toten schweigen“ auch die therapeutische Lösung der „talking cure“ bezeichnet: Emma darf nicht schweigen, und das Ende deutet auch die Lösung ihres Krankenbildes an: „Und sie weiss, dass sie diesem Manne, den sie durch Jahre betrogen hat, im nächsten Augenblick die ganze Wahrheit sagen wird. / Und, während sie mit ihrem Jungen langsam durch die Tür schreitet, immer die Augen ihres Gatten auf sich gerichtet fühlend, kommt eine grosse Ruhe über sie, als würde vieles wieder gut.“ Es handelt sich demzufolge um eine der allerersten literarischen Verarbeitungen der Psychoanalyse, noch bevor diese ihren Namen bekam.

## Rezeption
- Georg Brandes und Peter Nansen nannten die Novelle „ein Meisterwerk“, Otto Brahm sprach von einer „feinen Novelle“, Anton Bettelheim wiederum stellte sie lobend in die Tradition von Guy de Maupassant.[14]
- Hermann Bahr veranstaltete noch im November 1897 eine Lesung des Textes[15], insgesamt wurde der Text in den ersten Jahren so oft öffentlich vorgelesen, dass es sogar Schnitzler zu viel wurde.[16]

## Adaptionen

### Film
- „Die Toten schweigen“. Film von Wolfgang Lesowsky. ORF 1968. Mit Dany Sigel, Albert Rueprecht, Kurt Sowinetz, Manfred Inger und Steffi Thaller.

### Ton
- „Die Toten schweigen“. Darin: Die Toten schweigen, Die Frau des Weisen und Das Schicksal des Freiherrn von Leisenbohg. Gelesen von Christiane Hörbiger und Peter Simonischek, ISBN 978-3-929079-28-9.